# Antonio Herruzo Martos
Antonio Herruzo Martos (Villanueva de Córdoba, 7 de abril de 1900-Córdoba, 17 de octubre de 1980), fue un empresario agrícola, ganadero y político español.

## Biografía
Hijo del propietario Herruzo y de María Martos, nació en Villanueva de Córdoba (Córdoba) el 7 de abril de 1900.  Casado en 1933 con Pilar Sotomayor Valenzuela, hija de Florentino Sotomayor, tuvo cuatro hijos.

## Actividad política
Antonio Herruzo Martos fue candidato en las elecciones a Cortes de 1933 por la CEDA.

## Propiedad agrícola
Antonio Herruzo Martos es un caso paradigmático de empresario agrícola andaluz. Heredó una propiedad superior a las cinco mil hectáreas y la llegó a duplicar en apenas 20 años. El historiador Miguel Artola Blanco lo incluye entre los grandes propietarios españoles de posguerra:

Otro caso significativo de grandes propietarios de Córdoba eran Antonio Herruzo Martos y su hijo Cayetano. En este caso sí puede documentarse un importante aumento de la propiedad pues si en 1932 declaraba 5.154 hectáreas, en 1954 poseía 7.963 hectáreas a lo que cabría sumar las 3.500 hectáreas de su hijo. Al igual que la familia Torrico, Antonio Herruzo también estuvo vinculado a las derechas, como demuestra su presencia en las elecciones de 1933 (Fernández, 2000:471).
Miguel Artola Blanco Los terratenientes frente al cambio agrario, 1940-1954 (2014)

## Palacio de los Marqueses del Carpio

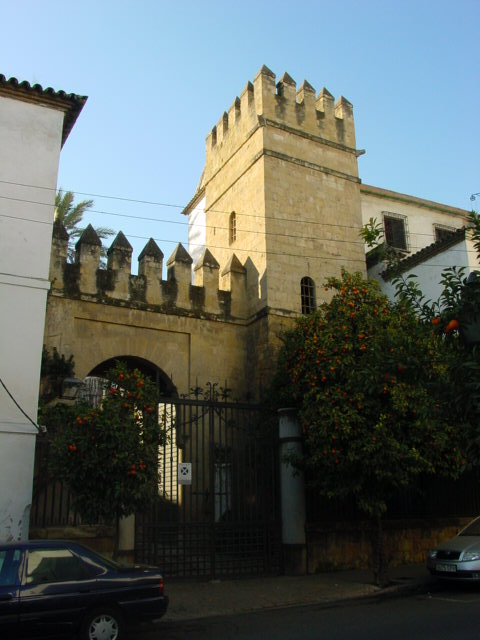
Palacio de los marqueses del Carpio (Córdoba).

Conocida como “casa de los Herruzo”, adquirió la casa el matrimonio Antonio Herruzo Martos y Pilar Sotomayor Valenzuela en 1934, y fue restaurada por los arquitectos Casto Fernández-Shaw, Félix Hernández y Rafael Manzano sobre el antiguo palacio de los marqueses del Carpio. Es una casa fortaleza situada en el centro de Córdoba y localizada en la calle San Fernando. El origen de este palacio se remonta a la época del rey Fernando III el Santo, quien hizo donación a la familia Méndez de Sotomayor de este edificio con el fin de defender la muralla y la ciudad tras la conquista de Córdoba en 1236. Así, el palacio, que ocupa una superficie de 4.000 m², surgió como transformación de una torre de la muralla de la ciudad. Fue heredado por su hijo Cayetano y posteriormente por su segundo hijo, Bartolomé Herruzo Sotomayor, fallecido el 3 de junio de 2015.

## Bodegas Herruzo
Fundó las Bodegas que llevan su nombre desde la mitad de las Bodegas de un abuelo de su esposa, Bartolomé Valenzuela Rueda, quien en 1924 fundara las Bodegas Valenzuela en la localidad jiennense de Lopera. Los Herruzo tranformaron y ampliaron las nuevas Bodegas Herruzo, que llevaron a Madrid, aunque con el tiempo también vendieron y levantaron muchas de las vides recibidas.